# Serghei Krîjanovski
Serghei Krîjanovski (russisch Сергей Русланович Крыжановский Sergei Ruslanowitsch Kryschanowski, englische Transkription: Sergei Kryzhanovsky; * 7. Juli 1996 in Florești) ist ein moldauischer Billardspieler, der in der Billardvariante Russisches Billard antritt.
Er wurde 2014 und 2018 Weltmeister in der Disziplin Freie Pyramide und 2019 Vizeweltmeister in der Kombinierten Pyramide. Er ist der bislang einzige Moldauer, der einen WM-Titel im Russischen Billard gewann. Der zweimalige Jugendweltmeister wurde darüber hinaus 2014 Europameister und gewann 2019 den Savvidi Cup sowie 2021 den Moskauer Bürgermeisterpokal.

## Leben
Krîjanovski wurde 1996 als erstes von zwei Kindern in Florești geboren. 2008 zog er zu seiner Tante in die Hauptstadt Chișinău, da dort bessere Trainingsbedingungen vorlagen.
Sein jüngerer Bruder Alexandru Krîjanovski ist ebenfalls Billardspieler.

## Karriere

### 2005–2012: Anfänge und erste Erfolge in der Jugend
Krîjanovski begann im Alter von neun Jahren mit dem Billardspielen. Anfangs trainierte er im 30 Kilometer von seiner Heimatstadt entfernten Bălți und später in Chișinău beim Trainer Alexander Kraschewski.
Ab 2007 nahm er jedes Jahr an der Jugendeuropameisterschaft teil, schied dort aber zumeist frühzeitig aus. 2009 wurde er durch einen 6:3-Finalsieg gegen Igor Melnikow moldauischer Meister der Herren. 2010 spielte er erstmals bei der Jugendweltmeisterschaft mit, bei der er jedoch sieglos in der Vorrunde ausschied. Im Oktober 2010 folgte seine erste WM-Teilnahme bei den Erwachsenen. Bei der Freie-Pyramide-WM in Willingen besiegte er unter anderem Jernar Tschimbajew, der Anfang des Jahres Weltmeister in der Kombinierten Pyramide geworden war, und zog in die Finalrunde ein. Dort musste sich der 14-jährige Krîjanovski, der der jüngste der 32 verbliebenen Spieler war, dem Ukrainer Jewhen Palamar mit 3:6 geschlagen geben.
Anfang 2011 erreichte Krîjanovski bei der Jugend-EM erstmals das Viertelfinale. Bei der EM der Erwachsenen gelangte er, nachdem er unter anderem den dreimaligen Europameister Oleksandr Palamar besiegt hatte, ins Halbfinale, in dem er dem späteren Europameister Jewhen Talow unterlag. Auch beim ukrainischen Unabhängigkeitspokal 2011 gelangte er ins Semifinale und verlor diesmal gegen Jaroslaw Tarnowezkyj. Im September 2011 wurde Krîjanovski in Kasan Jugendweltmeister, im Finale setzte er sich gegen den Kasachen Älibek Omarow knapp mit 6:5 durch. Einen Monat später erreichte er bei der Freie-Pyramide-WM der Erwachsenen das Viertelfinale, in dem er seinem Landsmann Vidjai Drangoi unterlag.
Im Januar 2012 gelangte Krîjanovski beim Podillia Christmas Cup ins Finale und verlor mit 3:5 gegen Andrij Senyk. Nachdem er bei der Jugend-EM im Achtelfinale und bei der Herren-EM im Sechzehntelfinale ausgeschieden war, zog er bei den Minsk Open ins Endspiel ein, in dem er gegen Iwan Pawenko mit 2:4 verlor. Am Jahresende schied er bei der Freie-Pyramide-WM in der Runde der letzten 64 aus und bei der Dynamische-Pyramide-WM in der Vorrunde.

### 2013–2016: Erster Weltmeistertitel
Anfang 2013 gelangte Krîjanovski bei den California Open in Charkiw ins Endspiel, in dem er gegen Dmytro Biloserow mit 5:7 verlor. Bei der Kombinierte-Pyramide-WM 2013 erreichte er die Runde der letzten 32 und unterlag dem späteren Weltmeister Jaroslaw Tarnowezkyj mit 5:6 nur knapp. Beim Sportholl Cup in Chișinău kam er ins Halbfinale. Nachdem er bei der Dynamische-Pyramide-WM noch knapp das Achtelfinale verpasst hatte, kam er bei der Freie-Pyramide-WM unter die besten 16 und verlor dort gegen Andrej Hluschanin. Im Oktober 2013 wurde er zum zweiten Mal Jugendweltmeister, diesmal durch einen 6:4-Finalsieg gegen den Russen Kirill Jurin. Bis zum Jahresende erzielte er bei mehreren Turnieren gute Ergebnisse. So gelangte er beim Kremlin Cup ins Viertelfinale, in dem er dem späteren Turniersieger Wladislaw Osminin nur knapp (4:5) unterlag, erreichte das Halbfinale beim Platon Star in Kiew und gewann durch einen 7:3-Sieg gegen Pawlo Radionow die St. Petersburg Open.
Im April 2014 gewann Krîjanovski seine erste Weltcupmedaille, als er bei den Prince Open erst im Semifinale dem Usbeken Aleksandr Sidorov unterlag. Im August 2014 wurde er durch einen 7:6-Finalsieg gegen Jauhen Kurta Europameister. Hingegen schied er bei der Jugend-WM in der Kombinierten Pyramide im Achtelfinale und bei der Kombinierte-Pyramide-WM der Herren in der Runde der letzten 32 aus. Im September gewann er im Endspiel gegen Aleksandr Sidorov (5:4) den Imperial Cup. Bei der Jugend-WM in der Freien Pyramide verpasste er als Titelverteidiger knapp das Viertelfinale. Im November 2014 zog Krîjanovski in Chanty-Mansijsk als bislang einziger Moldauer ins Finale einer Weltmeisterschaft im Russischen Billard ein und wurde durch einen 7:5-Sieg gegen den Ukrainer Oleksandr Palamar Weltmeister in der Freien Pyramide. Wenig später erreichte er beim Savvidi Cup das Viertelfinale.
Bei der Kombinierte-Pyramide-WM 2015 erreichte Krîjanovski das Viertelfinale, in dem er dem späteren Weltmeister Älibek Omarow unterlag. Im April 2015 gewann er durch einen 7:4-Sieg gegen Alexei Schoschin den Tyrin-Pokal und zog beim Superfinale der Weltmeisterschaften, einem Einladungsturnier in Surgut mit den elf besten WM-Teilnehmern des Vorjahres, ins Endspiel ein, in dem er gegen Wladislaw Osminin (2:4, 4:3, 1:3) verlor. Nachdem er bei der EM 2015 als Titelverteidiger bereits im Achtelfinale gegen Jauhen Saltouski ausgeschieden war, gelangte er im Juli 2015 bei zwei Turnieren ins Endspiel; bei den Asian Open verlor er mit 0:7 gegen Artur Piwtschenko und beim Stavropol Cup musste er sich Nikita Liwada mit 1:5 geschlagen geben. Bei der Dynamische-Pyramide-WM 2015 schied er im Achtelfinale gegen den späteren Weltmeister Dastan Lepschakow aus. Nachdem er beim Savvidi Cup und beim Kremlin Cup das Viertelfinale erreicht hatte, gelangte er auch bei der Freie-Pyramide-WM 2015, bei der er Titelverteidiger war, ins Viertelfinale, in dem er gegen Jernar Tschimbajew verlor. Im Dezember 2015 gewann er in Uljanowsk durch einen 7:2-Finalsieg gegen Wiktor Loktew den Gouverneurspokal.
Im April 2016 erzielte Krîjanovski seinen ersten Weltcupsieg (Kombinierte Pyramide), als er im Finale der Prince Open mit 6:5 gegen Artur Piwtschenko gewann. Bei der Dynamische-Pyramide-WM erreichte er das Achtelfinale. Im November gelangte er beim Kremlin Cup ins Halbfinale, in dem er dem späteren Turniersieger Dmytro Biloserow mit 3:5 unterlag. Bei der Freie-Pyramide-WM 2016 schied er im Achtelfinale gegen den späteren Weltmeister Älichan Qaranejew nur knapp mit 6:7 aus.

### Seit 2017: Zweiter Weltmeistertitel
Bei der Kombinierte-Pyramide-WM 2017 schied er nach einer Auftaktniederlage gegen Danijel Aschybek bereits in der Runde der letzten 64. Im Jahr 2017 kam Krîjanovski bei keinem Turnier über das Viertelfinale hinaus. Diese Runde erreichte er unter anderem bei den Ajara Open, beim Kremlin Cup und beim Weltcup-Finalturnier.
Nach dem weniger erfolgreichen Vorjahr startete Krîjanovski in das Jahr 2018 mit seinem ersten Weltcupsieg in der Freien Pyramide, als er im Endspiel den Russen Maxim Kotschkin mit 6:4 besiegte. Seine Teilnahme an der Dynamische-Pyramide-WM 2018 zog er kurzfristig zurück. In den folgenden Monaten zog er bei zwei großen Turnieren ins Endspiel ein und musste sich jeweils im Entscheidungsspiel geschlagen geben; beim Moskauer Bürgermeisterpokal verlor er gegen Dmytro Biloserow (5:6) und beim Kremlin Cup gegen Oleg Jerkulew (4:5). Im Dezember 2018 wurde er in Tjumen zum zweiten Mal Weltmeister in der Freien Pyramide. Er setzte sich im Endspiel gegen den Russen Artjom Balow mit 7:0 durch und war damit nach Älichan Qaranejew (Kombinierte Pyramide 2008) der zweite Spieler, dem in einem WM-Finale ein zu-null-Sieg gelang.
Wenige Monate nach seinem zweiten WM-Titel zog Krîjanovski im März 2019 bei der Kombinierte-Pyramide-WM erneut in ein WM-Finale ein, diesmal musste er sich jedoch dem Titelverteidiger Iossif Abramow mit 2:6 geschlagen geben. Wenig später zog er bei der Turnierserie Legend Cup zweimal ins Endspiel ein und verlor dort gegen Suhrob Pirmatov (2:4) beziehungsweise Asis Madaminow (3:4). Im August 2019 fand in Tscholponata die Freie-Pyramide-WM statt, bei der Krîjanovski Titelverteidiger war. Er sagte jedoch seine Teilnahme ab und begründete dies unter anderem mit einem geänderten Modus und einem eingeführten Zeitlimit bei den Finalspielen. Nach der teilweise als chaotisch wahrgenommenen WM sagte Krîjanovski, er sei froh darüber, nicht an der WM teilgenommen zu haben. Dies führte zu andauernden Auseinandersetzungen mit dem Weltverband IPC.
Im September 2019 erreichte Krîjanovski bei den Chechen Open in Grosny das Halbfinale. Einen Monat später gewann er durch einen 5:3-Finalsieg gegen Asis Madaminow den Savvidi Cup. Im Dezember 2019 gelangte er beim Admare Cup in Limassol ins Halbfinale, in dem er dem späteren Turniersieger Dmytro Biloserow mit 4:5 unterlag.
2020 wurden die meisten größeren Turniere aufgrund der COVID-19-Pandemie abgesagt, der Legend Cup hingegen wurde um mehrere Turniere ergänzt. Krîjanovski nahm an acht Turnieren der Serie teil, wobei er dreimal gewann und zweimal das Halbfinale erreichte.
In das Jahr 2021 startete Krîjanovski mit zwei weiteren Finalteilnahmen bei der Legend-Cup-Serie. Während er sich im ersten Turnier des Jahres Iossif Abramow mit 4:5 geschlagen geben musste, setzte er sich beim zweiten Turnier gegen Diana Mironowa mit 5:2 durch. Anschließend kam er dreimal nicht über das Achtelfinale hinaus, bevor er im Endspiel gegen Elina Nagula (1:0) das Corona-Blitzturnier gewann. Bei den ersten beiden Ausgaben des Legend-Turniers 2021 erreichte er einmal das Halbfinale und gewann das darauffolgende Turnier durch einen 60:19-Sieg gegen Jewgeni Baschkatow. Im Mai 2021 zog er beim Bürgermeisterpokal in Moskau nach 2018 zum zweiten Mal ins Finale ein, in dem er erneut auf den Ukrainer Dmytro Biloserow traf, gegen den er sich diesmal mit 6:4 durchsetzte und somit seinen zweiten Weltcupsieg in der Freien Pyramide erzielte. Wenige Tage danach gewann er durch einen 15:10-Finalsieg gegen den Weltmeister Semjon Saizew den Pyramide-Weltpokal, das Nachfolgeturnier des Champions Cup. Nachdem er beim dritten Legend-Turnier das Halbfinale erreicht hatte, schied er bei der Freie-Pyramide-WM im Achtelfinale gegen den späteren Finalisten Nikita Liwada (6:7) aus.

## Spielweise
Krîjanovski gilt als ein sehr offensiver und risikoreich agierender Spieler.

## Erfolge
| Ergebnis | Jahr   | Turnier                                | Finalgegner        | Endstand      |
| -------- | ------ | -------------------------------------- | ------------------ | ------------- |
| Sieger   | 2009   | Moldauische Meisterschaft (Fr. Pyr.)   | Igor Melnikow      | 6:3           |
| Sieger   | 2011   | Freie-Pyramide-Jugendweltmeisterschaft | Älibek Omarow      | 6:5           |
| Finalist | 2012   | Podillia Christmas Cup                 | Andrij Senyk       | 3:5           |
| Sieger   | 2012/1 | Moldauischer Pokal (Fr. Pyr.)          | Alexander Prozenko | 7:2           |
| Finalist | 2012   | Minsk Open                             | Iwan Pawenko       | 2:4           |
| Finalist | 2013   | California Open                        | Dmytro Biloserow   | 5:7           |
| Sieger   | 2013   | Freie-Pyramide-Jugendweltmeisterschaft | Kirill Jurin       | 6:4           |
| Sieger   | 2013   | St. Petersburg Open                    | Pawlo Radionow     | 7:3           |
| Sieger   | 2014   | Freie-Pyramide-Europameisterschaft     | Jauhen Kurta       | 7:6           |
| Sieger   | 2014   | Imperial Cup                           | Aleksandr Sidorov  | 5:4           |
| Sieger   | 2014   | Freie-Pyramide-Weltmeisterschaft       | Oleksandr Palamar  | 7:5           |
| Sieger   | 2015   | Tyrin-Pokal                            | Alexei Schoschin   | 7:4           |
| Finalist | 2015   | Superfinale der Weltmeisterschaften    | Wladislaw Osminin  | 2:4, 4:3, 1:3 |
| Finalist | 2015   | Asian Open                             | Artur Piwtschenko  | 0:7           |
| Finalist | 2015   | Stavropol Cup                          | Nikita Liwada      | 1:5           |
| Sieger   | 2015   | Gouverneurspokal Uljanowsk             | Wiktor Loktew      | 7:2           |
| Sieger   | 2016/1 | Kombinierte-Pyramide-Weltcup           | Artur Piwtschenko  | 6:5           |
| Sieger   | 2018/1 | Freie-Pyramide-Weltcup                 | Maxim Kotschkin    | 6:4           |
| Finalist | 2018   | Moskauer Bürgermeisterpokal            | Dmytro Biloserow   | 5:6           |
| Finalist | 2018   | Kremlin Cup                            | Oleg Jerkulew      | 4:5           |
| Sieger   | 2018   | Freie-Pyramide-Weltmeisterschaft       | Artjom Balow       | 7:0           |
| Finalist | 2019   | Kombinierte-Pyramide-Weltmeisterschaft | Iossif Abramow     | 2:6           |
| Finalist | 2019/1 | Legend Cup                             | Suhrob Pirmatov    | 2:4           |
| Finalist | 2019/3 | Legend Cup                             | Asis Madaminow     | 3:4           |
| Sieger   | 2019   | Savvidi Cup                            | Asis Madaminow     | 5:3           |
| Sieger   | 2020/1 | Legend Cup – Corona                    | Nikita Wolodin     | 5:4           |
| Sieger   | 2020/4 | Legend Cup – Corona                    | Nikita Wolodin     | 5:1           |
| Sieger   | 2020/7 | Legend Cup – Corona                    | Jelissei Anufrijew | 5:3           |
| Finalist | 2021/8 | Legend Cup – Corona                    | Iossif Abramow     | 4:5           |
| Sieger   | 2021/9 | Legend Cup – Corona                    | Diana Mironowa     | 5:2           |
| Sieger   | 2021   | Corona-Blitz                           | Elina Nagula       | 1:0           |
| Sieger   | 2021/2 | Legend-Turnier                         | Jewgeni Baschkatow | 60:19         |
| Sieger   | 2021   | Moskauer Bürgermeisterpokal            | Dmytro Biloserow   | 6:4           |
| Sieger   | 2021   | Pyramide-Weltpokal                     | Semjon Saizew      | 15:10         |

## Teilnahmen an Weltmeisterschaften
| Disziplin            | 2010  | 2011  | 2012 | 2013 | 2014 | 2015 | 2016 | 2017  | 2018  | 2019  | 2020  | 2021  |
| -------------------- | ----- | ----- | ---- | ---- | ---- | ---- | ---- | ----- | ----- | ----- | ----- | ----- |
| Freie Pyramide       | L32   | VF    | L64  | AF   | S    | VF   | AF   | n. a. | S     | –     | n. a. | AF    |
| Dynamische Pyramide  | n. a. | n. a. | R    | R    | –    | AF   | AF   | n. a. | –     | n. a. | n. a. | n. a. |
| Kombinierte Pyramide | –     | –     | –    | L32  | L32  | VF   | –    | L64   | n. a. | F     | n. a. | n. a. |
| Quelle:              |       |       |      |      |      |      |      |       |       |       |       |       |

| Legende | Legende                               |
| ------- | ------------------------------------- |
| S       | Sieger                                |
| F       | Finalist                              |
| HF / H  | Halbfinalist                          |
| VF / V  | Viertelfinalist                       |
| AF / A  | Achtelfinalist                        |
| LX      | Niederlage in der Runde der letzten X |
| R2      | Niederlage in Runde 2                 |
| R       | Vorrundenaus/Niederlage in Runde 1    |
| –       | nicht teilgenommen                    |
| n. a.   | nicht ausgetragen                     |